# Bistecca alla Fiorentina

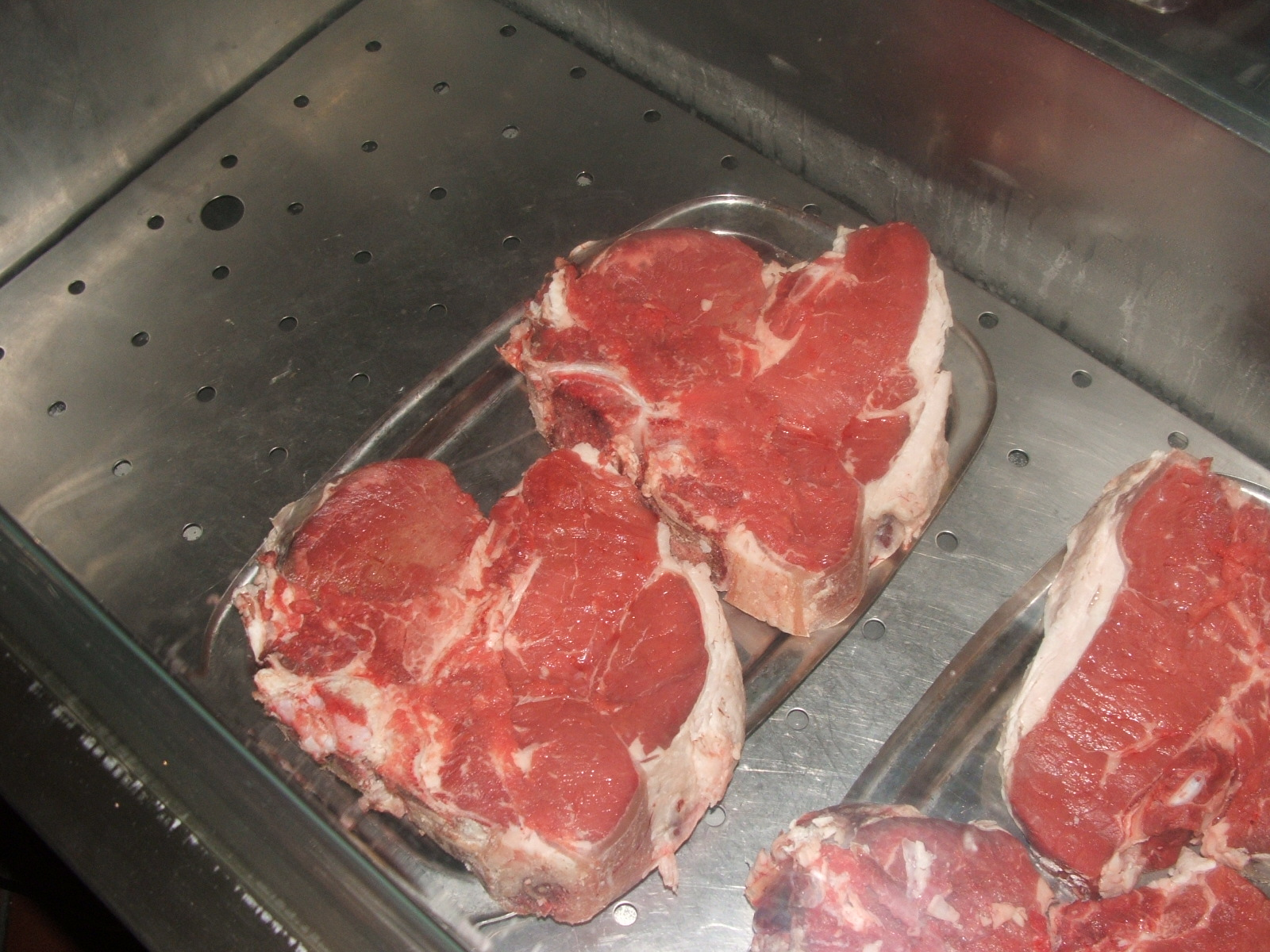
bistecca alla Fiorentina durant la seva preparació a la graella.

El  bistec a la florentina  és un filet típic de la cuina italiana molt tradicional a la comarca de la Toscana. Consisteix en un tall de filet de vedella o bou (de raça generalment Chianina) i que té un gran gruix a més de contenir l'os. El nom d'aquest filet prové de la tradició antiga de la ciutat de Florència de celebrar la festa de Sant Llorenç que tenia per costum fer la família dels Mèdici tots els 10 d'agost, en la qual s'il·luminava la ciutat i se servia gran quantitat de carn de boví a la població.

## Característiques
El bistec a la florentina s'elabora generalment a la graella amb brases de carbó que van assecant la carn durant la seva cocció. S'empra a cada cara del filet entre uns 3 i 5 minuts. Solen ser porcions de més de mig quilo de pes, i pot arribar als 800 grams. Se sol ruixar amb una mica d'oli d'oliva (per a proporcionar aroma), molt pebre negre i amanit amb unes herbes. S'acompanya generalment d'un vi Chianti i també se sol acompanyar al servir-lo de rodanxes de llimona o de faves Toscana.